# Gene Hackman
Eugene Allen "Gene" Hackman (San Bernandino, 30. siječnja 1930. – Santa Fe, 18. veljače 2025.), bio je američki filmski glumac, dvostruki dobitnik Oscara. Karijeru je započeo početkom šezdesetih u filmovima kao što su Bonnie i Clyde, a 1971. je osvojio prvog Oscara za ulogu u filmu Francuska veza. Od tada se nastavio pojavljivati u velikim holivudskim filmovima.

## Životopis

### Rani život
Hackman je rođen 1930. u San Bernardinu, u Kaliforniji kao dijete Eugenea Ezre Hackmana, zaposlenika u tiskari novina, i Lynde Gray. Roditelji su mu se razveli dok je još bio dijete te se selio iz jednog grada u drugi, da bi se konačno smjestio u Danvilleu, u Illinoisu, gdje je živio s bakom, Beatrice Gray. His mother died in 1962, as a result of a fire she accidentally set while smoking. Sa 16 godina se pridružio marincima gdje je služio tri godine. Kasnije se preselio u New York gdje je imao više manjih poslova prije nego što je počeo studirati televiziju i novinarstvo na Sveučilištu Illinois.

### Karijera

#### 1960-e
Odlučio se za glumu kada je već prešao 30 godina te se pridružio Pasadena Playhouseu u Kaliforniji. Tamo se sprijateljio s još jednim glumcem, Dustinom Hoffmanom. Obojica su se smatrali autsajderima te su ih mnogi okarakterizirali kao „najmanje vjerojatni da postignu uspjeh“. Hackman se vratio u New York te honorarno radio kao vratar gdje je sreo omraženog instruktora koji mu je još jednom ponovio da “nikada neće uspjeti”.
Ipak, Hackman je počeo nastupati u manjim broadwayskim predstavama. Njegov prvi film bio je Lillith iz 1964. Nastupom u krimi klasiku Bonnie i Clyde bio je po prvi put nominiran za Oscar za najboljeg sporednog glumca.

#### 1970-e
1970. je ponovno nominiran za istu nagradu, ovaj put za film Nikad nisam pjevao svom ocu, gdje je nastupio zajedno s Melvynom Douglasom i Estelle Parsons. Sljedeće godine je osvojio nagradu za najboljeg glumca za nezaboravnu izvedbu u Francuskoj vezi u ulozi Popeyea Dolyea koja je označila prijelaz na glavne uloge. Uslijedile su glavne uloge u Posejdonovoj avanturi (1972.) i Prisluškivanju (1974.) Francisa Forda Coppole za koje je bio nominiran za nekoliko Oscara. Iste godine se pojavio u jednoj od svojih najslavnijih komičarskih uloga kao Slijepac u Mladom Frankensteinu. Kasnije je bio član zvjezdane glumačke ekipe u ratnom filmu Nedostižni most (1977.) te utjelovio Lexa Luthora u Supermanu (1978.) i Supermanu 2 (1980.).

#### 1980-e
Krajem osamdesetih, Hackman je već bio afirmirani glumac koji je nastupao u glavnim, ali i u sporednim ulogama. 1988. je priskrbio još jednu nominaciju za najboljeg glumca za film Mississippi u plamenu. Osim toga, pojavio se u filmovima kao što su Crveni, Pod paljbom, Hoosiers i Palica 21.

#### 1990-e
1990. se podvrgnuo operaciji srca koja ga je neko vrijeme udaljila od filma iako je pronašao vremena za remake filma Uski prolaz. 1992. je glumio šerifa Billa Daggetta u vesternu Clinta Eastwooda, Nepomirljivi, koji mu je donio drugog Oscara, ovaj put za najboljeg sporednog glumca. 1995. je igrao Johna Heroda u filmu Brzi i mrtvi, kao i kapetana Franka Ramseyja u filmu Grimizna plima. 1998. je u Državnom neprijatelju imao sličnu ulogu kao u Prisluškivanju.

#### 2000-e
U filmu Tko je kome smjestio? je nastupio kao vremešni profesionalni lopov koji je prisiljen upustiti se u jednu od posljednjih pljački. Osim toga, pojavio se i u filmovima prepunima glumačkih zvijezda, Obitelj čudaka i Odbjegla porota.

### Privatni život
Hackmanova prva supruga bila je Faye Maltese. Dobili su troje djece, Christophera Allena, Elizabeth Jean i Leslie Anne, ali su se razveli 1986., nakon 30 godina braka. Hackman se 1991. oženio s Betsy Arakawa Žive u Santa Feu, u Novom Meksiku. 7. srpnja 2004. je dao eksluzivni intervju Larryju Kingu u kojem je rekao kako više ne namjerava snimati filmove te vjeruje kako mu je glumačka karijera završila.

## Filmografija
| Godina | Film                                 | Uloga                                    | Bilješke                                                                            |
| ------ | ------------------------------------ | ---------------------------------------- | ----------------------------------------------------------------------------------- |
| 1961.  | Mad Dog Coll                         | Policajac                                | nepotpisan                                                                          |
| 1964.  | Lilith                               | Norman                                   |                                                                                     |
| 1966.  | Havaji                               | Dr. John Whipple                         |                                                                                     |
| 1967.  | Banning                              | Tommy Del Gaddo                          |                                                                                     |
| 1967.  | Community Shelter Planning           | Donald Ross                              |                                                                                     |
| 1967.  | A Covenant with Death                | Harmsworth                               |                                                                                     |
| 1967.  | First to Fight                       | Narednik Tweed                           |                                                                                     |
| 1967.  | Bonnie i Clyde                       | Buck Barrow                              | Nominiran – Oscar za najboljeg sporednog glumca                                     |
| 1968.  | The Split                            | Detektiv Walter Brill                    |                                                                                     |
| 1969.  | Riot                                 | Red Fraker                               |                                                                                     |
| 1969.  | The Gypsy Moths                      | Joe Browdy                               |                                                                                     |
| 1969.  | Downhill Racer                       | Eugene Claire                            |                                                                                     |
| 1969.  | Marooned                             | Buzz Lloyd                               |                                                                                     |
| 1970.  | Nikad nisam pjevao svom ocu          | Gene Garrison                            | Nominiran – Oscar za najboljeg sporednog glumca                                     |
| 1971.  | Doctors' Wives                       | Dr. Dave Randolph                        |                                                                                     |
| 1971.  | The Hunting Party                    | Brandt Ruger                             |                                                                                     |
| 1971.  | Francuska veza                       | Detektiv Jimmy 'Popeye' Doyle            | Oscar za najboljeg glavnog glumca; BAFTA; Zlatni globus za najboljeg glumca – drama |
| 1972.  | Prime Cut                            | Mary Ann                                 |                                                                                     |
| 1972.  | Posejdonova avantura                 | Otac Frank Scott                         |                                                                                     |
| 1972.  | Cisco Pike                           | Narednik Leo Holland                     |                                                                                     |
| 1973.  | Strašilo                             | Max Millan                               |                                                                                     |
| 1974.  | Prisluškivanje                       | Harry Caul                               | Nominiran – BAFTA; Nominiran – Zlatni globus                                        |
| 1974.  | Mladi Frankenstein                   | Slijepac (Harold)                        |                                                                                     |
| 1974.  | Zandy's Bride                        | Zandy Allan                              |                                                                                     |
| 1975.  | Francuska veza 2                     | Detektiv Jimmy 'Popeye' Doyle            | Nominiran – BAFTA; Nominiran – Zlatni globus                                        |
| 1975.  | Lucky Lady                           | Kibby Womack                             |                                                                                     |
| 1975.  | Night Moves                          | Harry Moseby                             |                                                                                     |
| 1975.  | Bite the Bullet                      | Sam Clayton                              |                                                                                     |
| 1977.  | Domino Principle                     | Roy Tucker                               |                                                                                     |
| 1977.  | Nedostižni most                      | General-bojnik Stanislaw F. Sosabowski   |                                                                                     |
| 1977.  | March or Die                         | Bojnik William Sherman Foster            |                                                                                     |
| 1978.  | Superman                             | Lex Luthor                               | Nominiran – BAFTA                                                                   |
| 1980.  | Superman 2                           | Lex Luthor                               |                                                                                     |
| 1981.  | Cijele noći                          | George Dupler                            |                                                                                     |
| 1981.  | Crveni                               | Pete Van Wherry                          |                                                                                     |
| 1983.  | Pod paljbom                          | Alex Grazier                             | Nominiran – Zlatni globus                                                           |
| 1983.  | Two of a Kind                        | Glas Boga                                | nepotpisan                                                                          |
| 1983.  | Iznimna hrabrost                     | Pukovnik Cal Rhodes                      |                                                                                     |
| 1984.  | Eureka                               | Jack McCann                              |                                                                                     |
| 1984.  | Misunderstood                        | Ned Rawley                               |                                                                                     |
| 1985.  | Dvaput u životu                      | Harry MacKenzie                          | Nominiran – Zlatni globus                                                           |
| 1985.  | Meta                                 | Walter Lloyd/Duncan (Duke) Potter        |                                                                                     |
| 1986.  | Moć                                  | Wilfred Buckley                          |                                                                                     |
| 1986.  | Hoosiers                             | Trener Norman Dale                       |                                                                                     |
| 1987.  | Bez izlaza                           | Ministar obrane David Brice              |                                                                                     |
| 1987.  | Superman 4                           | Lex Luthor                               |                                                                                     |
| 1988.  | Palica 21                            | Pukovnik Iceal Hambleton                 |                                                                                     |
| 1988.  | Mississippi u plamenu                | Agent Rupert Anderson                    | Nominiran – Oscar za najboljeg glavnog glumca; Nominiran – Zlatni globus            |
| 1988.  | Druga žena                           | Larry Lewis                              |                                                                                     |
| 1988.  | Full Moon in Blue Water              | Floyd                                    |                                                                                     |
| 1988.  | Split Decisions                      | Dan McGuinn                              |                                                                                     |
| 1989.  | Pošiljka                             | Narednik Johnny Gallagher                |                                                                                     |
| 1990.  | Ludi murjaci                         | MacArthur Stern                          |                                                                                     |
| 1990.  | Razglednice s ruba                   | Lowell Kolchek                           |                                                                                     |
| 1990.  | Uski prolaz                          | Robert Caulfield                         |                                                                                     |
| 1991.  | Sudski postupak                      | Jedediah Tucker Ward                     |                                                                                     |
| 1991.  | Company Business                     | Sam Boyd                                 |                                                                                     |
| 1992.  | Nepomirljivi                         | Little Bill Daggett                      | Oscar za najboljeg sporednog glumca; BAFTA; Zlatni globus                           |
| 1993.  | Tvrtka                               | Avery Tolar                              |                                                                                     |
| 1993.  | Geronimo: Američka legenda           | General George Crook                     |                                                                                     |
| 1994.  | Wyatt Earp                           | Nicholas Earp                            |                                                                                     |
| 1995.  | Brzi i mrtvi                         | John Herod                               |                                                                                     |
| 1995.  | Grimizna plima                       | Kapetan Frank Ramsey                     |                                                                                     |
| 1995.  | Uhvatite maloga                      | Harry Zimm                               |                                                                                     |
| 1996.  | Krletka                              | Senator Kevin Keeley                     |                                                                                     |
| 1996.  | Pod svaku cijenu                     | Dr. Lawrence Myrick                      |                                                                                     |
| 1996.  | Komora                               | Sam Cayhall                              |                                                                                     |
| 1997.  | Neograničena moć                     | Predsjednik Allen Richmond               |                                                                                     |
| 1998.  | Sumrak                               | Jack Ames                                |                                                                                     |
| 1998.  | Državni neprijatelj                  | Brill                                    |                                                                                     |
| 1998.  | Mravi                                | General Mandible                         |                                                                                     |
| 2000.  | Pod sumnjom                          | Henry Hearst                             |                                                                                     |
| 2000.  | Zamjene                              | Jimmy McGinty                            |                                                                                     |
| 2001.  | Srcolomke                            | William B. Tensy                         |                                                                                     |
| 2001.  | Heist                                | Joe Moore                                |                                                                                     |
| 2001.  | Obitelj čudaka                       | Royal Tenenbaum                          | Zlatni globus za najboljeg glumca – komedija ili mjuzikl                            |
| 2001.  | Iza neprijateljskih linija           | Admiral Leslie McMahon Reigart           |                                                                                     |
| 2003.  | Odbjegla porota                      | Rankin Fitch                             |                                                                                     |
| 2003.  |                                      | Zlatni globus – Nagrada Cecil B. DeMille |                                                                                     |
| 2004.  | Rat za gradonačelnika                | Monroe Cole                              |                                                                                     |
| 2006.  | Superman 2: Verzija Richarda Donnera | Monroe Cole                              |                                                                                     |

## Vanjske poveznice
- Gene Hackman u internetskoj bazi filmova IMDb-u (engl.)
- Gene Hackman na Internet Broadway Databaseu (engl.)